# Massaker von Benedicta

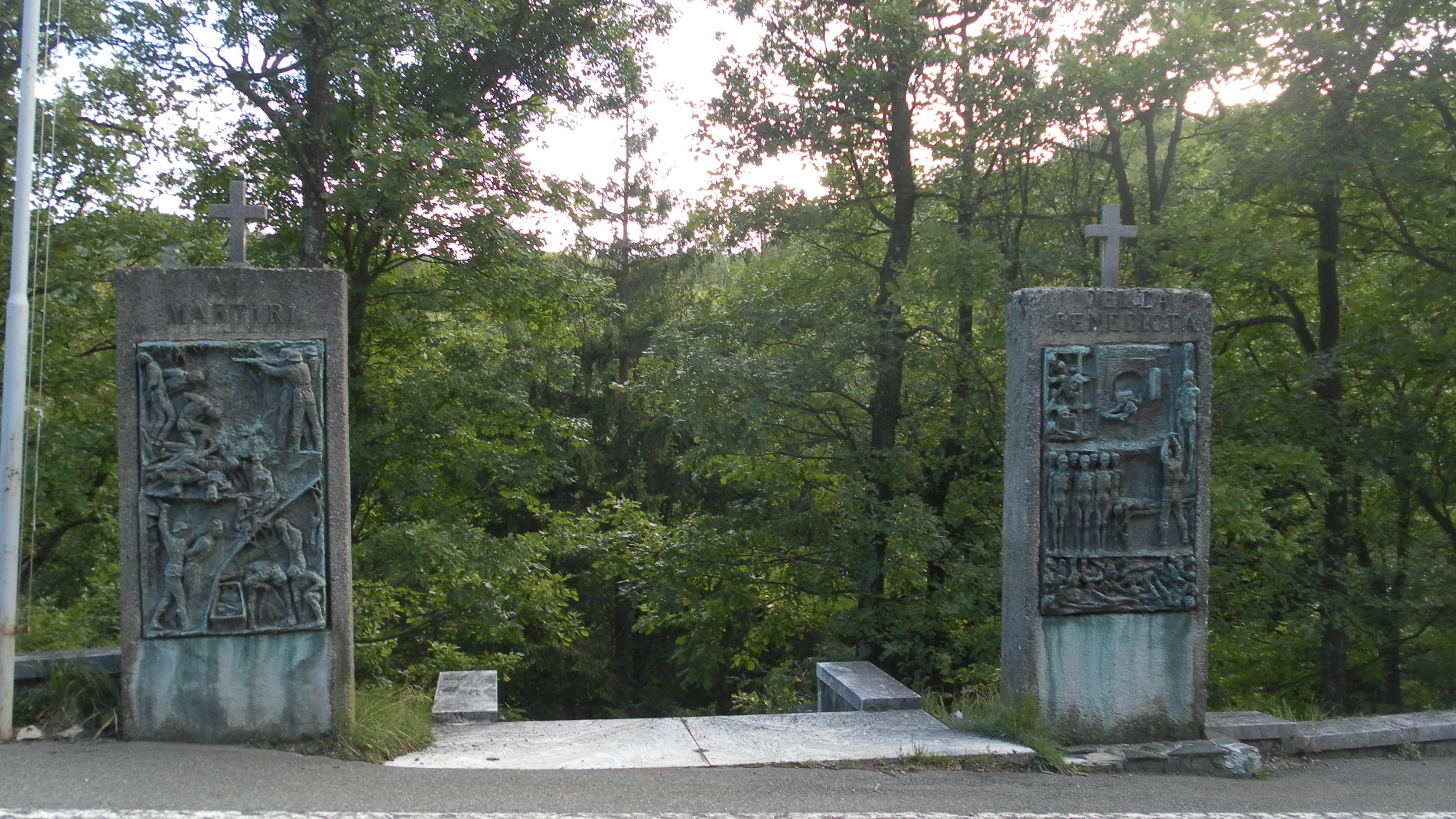
Bronzereliefs erinnern an das Massaker am Benediktinerkloster

Das Massaker von Benedicta wurde von Einheiten der Wehrmacht, Sicherheitspolizei (SiPo) und der Guardia Nazionale Repubblicana der RSI durchgeführt. Es war eine sogenannte Bandenbekämpfung, die mit der Ermordung von Zivilisten und wenigen Partisanen endete. Das Massaker ereignete sich vom 3. bis 11. April 1944 bei Bosio in der Provinz Alessandria im Piemont an der Grenze zu Ligurien in Norditalien. Im Verlauf dieser Militäroperation um das ehemalige Benediktinerkloster Benedicta wurden 147 Personen ermordet.

## Einheiten
Am Massaker waren beteiligt das LXXV. Armeekorps von Zangen mit der 356. Infanterie-Division mit den Grenadier-Regimentern 869 und 871, das SiPo-Außenkommando-Genua Oberitalien-West mit dem Sonderkommando Andorfer, das SS-Polizeiregiment Bozen und je zwei italienische Kompanien der Guardia Nazionale Repubblicana aus Genua und Alexandria.

## Vorgeschichte
Nach der Landung der Alliierten auf Sizilien in der Operation Husky im Juni 1943 rückten sie immer weiter Richtung Norditalien vor. Durch ihre Erfolge im Italienfeldzug erstarkte auch die Partisanenbewegung Italiens. In dem Gebiet um den Monte Tobbio im Piemont verteidigte die 356. Infanteriedivision die Gotenstellung. Im Rückraum dieser Division kämpften im Frühjahr 1944 im ligurischen Teil des Apennin zwischen Genua und Alexandria zwei Partisanenbrigaden, die autonome Brigade Alessandria und die 3. Brigade Garibaldi Liguria gegen die deutsche Besetzung Italiens.
Im besetzten Genua war die SiPo unter Führung von SS-Sturmbannführer Siegfried Engel, nach dem Zweiten Weltkrieg in der ausländischen Presse auch als der Butcher of Genua (Schlächter von Genua) genannt, vor allem mit den Streiks der Arbeiter und der Abwehr von Angriffen auf deutsche Soldaten befasst. Informationen über das Wirken der Partisanen hatte Engel systematisch erhalten, weil er kleine Kommandos der SiPo bildete, die gefangene Partisanen verhörten. Erkannte die SiPo einen Partisanen, wurde er sofort erschossen, weniger belastete wurden entweder zur Zwangsarbeit nach Deutschland verfrachtet oder ins Gefängnis von Genua geworfen.
Als äußerer Anlass für die Massaker dienten der Wehrmacht vereinzelte Partisanenüberfälle im Frühjahr 1944, die vergolten werden sollten, allerdings nicht durch direktes Vorgehen gegen die Partisanen, sondern durch Einschüchterung der zivilen Bevölkerung durch Tötungen, Misshandlungen und Brandschatzungen.

## Massaker

### 3. bis 6. April 1944
Vom 3. bis 6. April 1944 durchkämmte das SS-Polizei-Regiment Bozen und je zwei Kompanien der Guardia Nazionale Repubblicana aus Genua und Alexandria das Gebiet im Apennin und umzingelte es. Im Gebiet um den Monte Tobbio kam es daraufhin am 6. April zu bewaffneten Kämpfen. Die 3. Brigade Garibaldi Liguria versuchte die Umzingelung durch Bildung kleiner Kampfgruppen zu durchbrechen und die Brigade Alessandria verteidigte das Kloster Benedicta und Pian degli Eremiti.

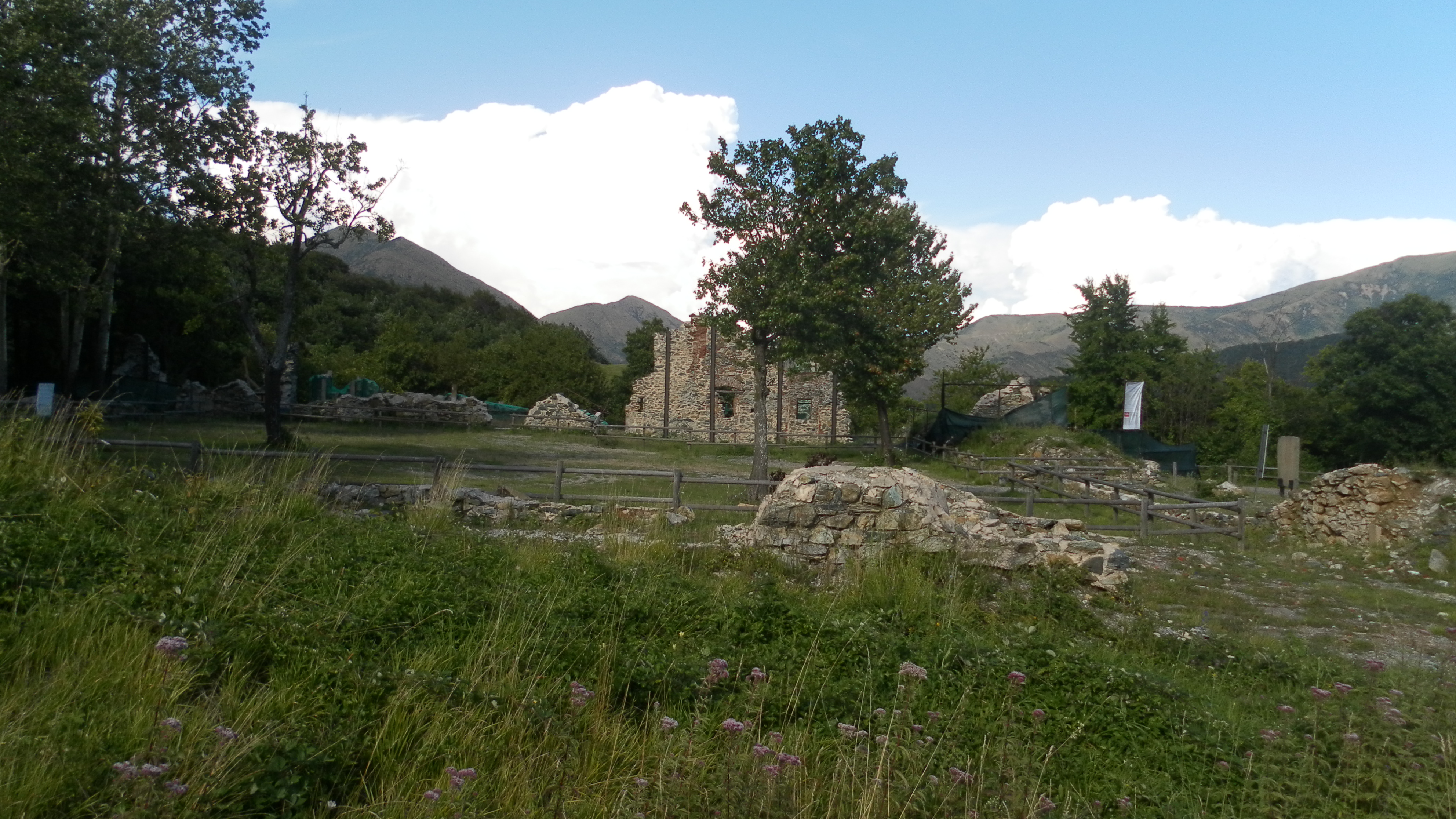
Die Ruine des Benediktinerklosters

Die Partisanenbrigaden sollen kaum kampferfahren und schlecht bewaffnet gewesen sein. In dem Kloster Benedicta befanden sich nach Angaben Überlebender bewaffnete und unbewaffnete Männer. Es gelang den italienisch-deutschen Truppen das Kloster und die Nebengebäude am 6. April zu erobern, dabei nahmen sie 75 Männer fest. Anschließend wurden die Klostergebäude, die als Meierei genutzt wurden, gesprengt und damit vollständig zerstört. Die 75 Gefangenen wurden nach Gorzente gebracht und von einem italienischen Hinrichtungskommando auf Befehl eines deutschen Offiziers erschossen. Ihre Leichen kamen mit 22 jungen Männern, die in dem Waldgebiet im Apennin ermordet worden waren, in ein Massengrab. Damit wurden vom 3. bis 6. April 1944 97 Menschen ermordet.

### 7. bis 11. April 1944

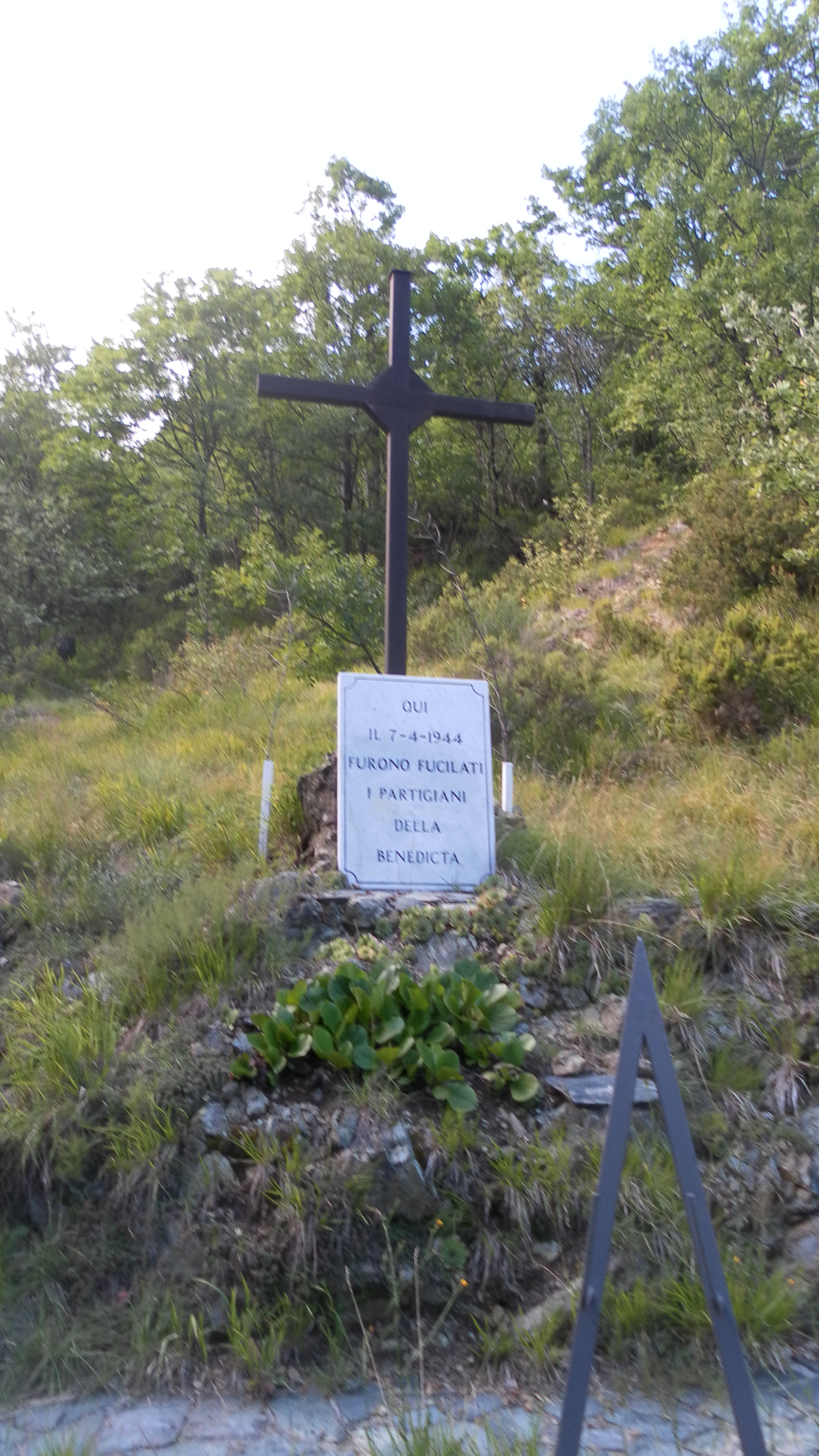
Metallkreuz für gefallene Partisanen

Das Morden ging anschließend bis zum 11. April weiter, dabei sollen etwa 48 bzw. 50 weitere Menschen getötet und Bauernhöfe zerstört worden sein. Im Verlauf der militärischen Operation wurden weitere etwa 400 Personen gefangen genommen und anschließend wurden viele davon zur Zwangsarbeit ins KZ Mauthausen transportiert. Das Massaker in Benedicta hatten 17 Partisanen überlebt, die in Genua ins Gefängnis Marassi geworfen und anschließend am 19. Mai 1944 mit weiteren Häftlingen auf Befehl von Engel im Massaker am Turchino-Pass ermordet wurden.

### Opferzahlen
Es gibt unterschiedliche Angaben zu den Opferzahlen. Auf der Internetseite von Atlante delle Stragi werden 97 Opfer angegeben, dies umfasst 22 junge Männer, die im Gebiet des Monte Tobbio erschossen und die Opfer, die im Kampf um das Kloster Benedicta im Zeitraum vom 3. bis 6. April 1944 ihr Leben verloren. Die Angaben von 145 bzw. 147 ermordeten Personen umfasst den gesamten Zeitraum der sogenannten „Bandenbekämpfung“ vom 3. bis 11. April.

## Strafverfolgung
Die Militärstaatsanwaltschaft von Turin leitete am 28. Januar 1995 ein Ermittlungsverfahren gegen die maßgeblich an dem Massaker beteiligten Siegfried Engel, Otto Kaess und Josef Peters ein. Am 28. Januar 1995 wurde die Anklage wegen Mordes erhoben und das Verfahren 1996 eröffnet. Otto Kaess war vor Prozessbeginn verstorben und die Adresse von Josef Peter bzw. Peters war nicht ermittelbar. Engel wurde am 15. November 1999 vom Militärgericht, u. a. auch wegen seiner Beteiligung an dem Massaker von Benedicta und weiteren Kriegsverbrechen, zu lebenslanger Haft verurteilt.
2002 lehnte die Bundesregierung ein italienisches Auslieferungsverlangen von Engel ab. Am 5. Juni 2002 wurde Engel zu 7 Jahren Freiheitsentzug vom Hamburger Oberlandesgericht verurteilt. Das Urteil wurde am 17. Juni 2004 vom Bundesgerichtshof aufgehoben. Dies geschah, weil das Mordmerkmal der Grausamkeit seiner Taten im Urteil nicht ausreichend bewiesen worden sei. Der Fall wurde jedoch nicht zurück ans Landgericht Hamburg verwiesen, sondern wegen des hohen Alters von Engels kam es dazu, dass das gesamte Verfahren eingestellt wurde. 2006 starb Engel im Alter von 97 Jahren.

## Gedenken und Nachwirken

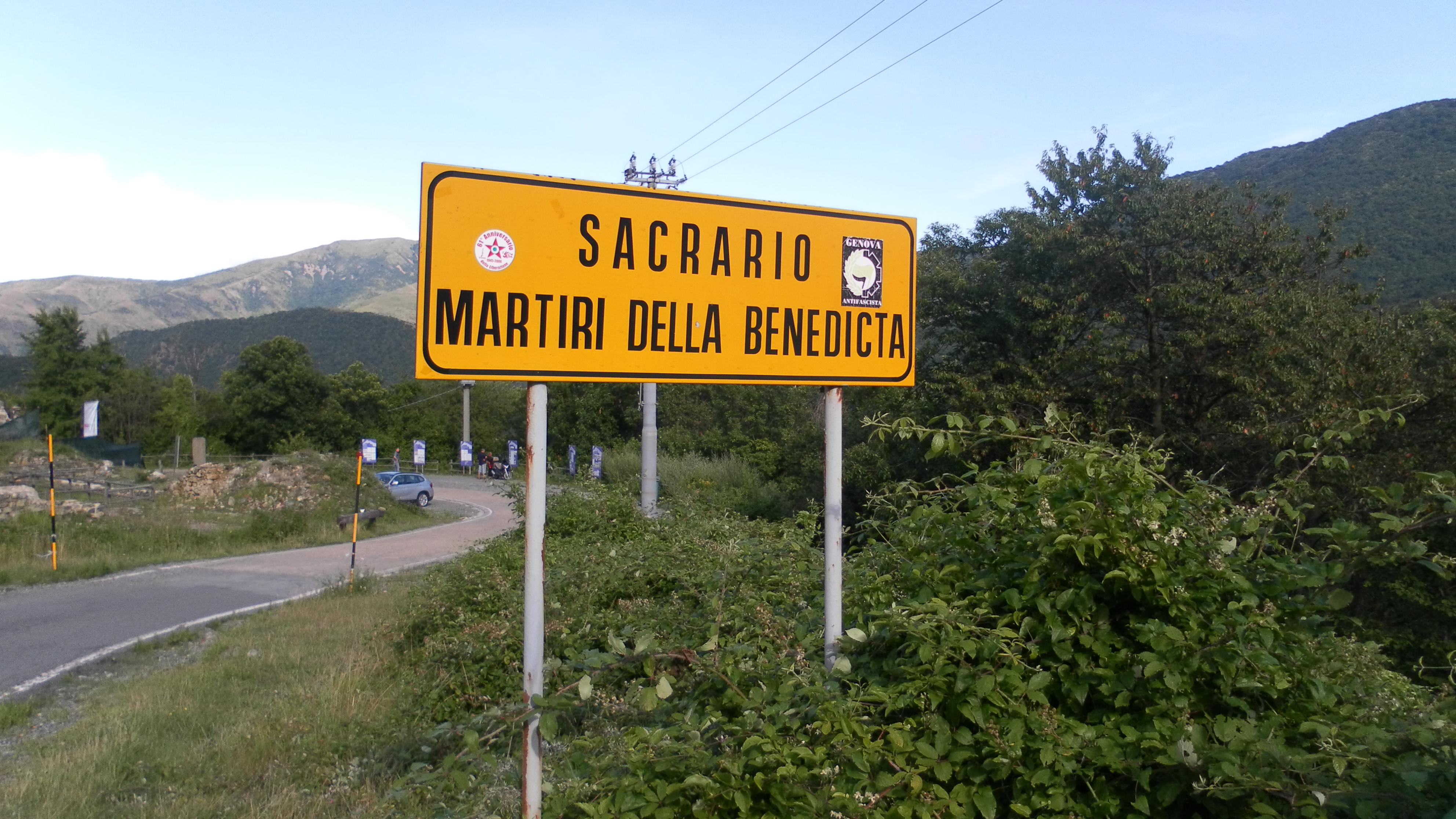
Hinweisschild auf die Gedenkstätte

Im Jahr 2003 wurde der Verein Memoria della Benedicta gegründet, der durch die Herausgabe von Literatur über das Massaker und um den Prozess um Siegfried Engels erinnert.
Zum Jahrestag des Massakers am 7. April finden seit Jahren Gedenkfeiern statt.
Neben der Ruine des Klosters, erinnern eine Kapelle, ein Gedenkstein mit Steinkreuz, ein Metallkreuz an gefallene Partisanen, zwei Bronzereliefs, Informationstafeln sowie steinerne Tafeln mit den Namen der Opfer an das Geschehen.